# 7780 Maren
7780 Maren (1993 NJ) là một tiểu hành tinh vành đai chính được phát hiện ngày 15 tháng 7 năm 1993 bởi E. F. Helin và J. B. Child ở Palomar.